# 大营镇 (兴化市)
大营镇，是中华人民共和国江苏省泰州市兴化市下辖的一个乡镇级行政单位。

## 行政区划
大营镇下辖以下地区：
兴营社区、大营村、营东村、屯南村、营丰村、屯军村、联镇村、洋子村、高港村、阵营村、屯北村和营中村。